# Пенелопа Лайвлі
Дама Пенелопа Маргарет Лайвлі CBE, FRSL (англ. Penelope Margaret Lively), до шлюбу Лоу (Low) — британська письменниця, авторка творів для дорослих та дітей, радіоведуча. Триразова номінантка Букерівської премії і її лауреатка за роман «Місячний тигр» у 1987 році.

## Життя
Народилася в Каїрі в 1933 році. Раннє дитинство провела в Єгипті, після чого була відправлена в школу-інтернат в Англію у12 років. Викладала нову історію в коледжі св. Анни в Оксфорді. У 1957 році одружилася з академіком Джеком Лайвлі і жила з ним переважно у Свонсі та Оксфорді; чоловік помер в 1998-му, а Пенелопа Лайвлі зараз живе в північному Лондоні.

## Нагороди
Вона членкиня Королівського літературного товариства, була нагороджена Орденом Британської імперії рангу офіцера в 1989-му і рангу командора у 2001-му. Також вона віцепрезидент благодійної організації Friends of the British Library.

### Дитяча література
- Astercote (1970)
- The Whispering Knights (1971)
- The Driftway (1972)
- The Ghost of Thomas Kempe (1973, переможець Carnegie Medal)
- The House in Norham Gardens (1974)
- Going Back (1975)
- Boy Without a Name (1975)
- Щоб не розпався час (англ. A Stitch in Time), (1976, переможець Whitbread Award)
- The Stained Glass Window (1976)
- Fanny's Sister (1976)
- The Voyage of QV66 (1978)
- Fanny and the Monsters (1978)
- Fanny and the Battle of Potter's Piece (1980)
- The Revenge of Samuel Stokes (1981)
- Uninvited Ghosts and other stories (1984)
- Dragon Trouble (1984)
- Debbie and the Little Devil (1987)
- A House Inside Out (1987)
- Princess by Mistake (1993)
- Judy and the Martian (1993)
- The Cat, the Crow and the Banyan Tree (1994)
- Good Night, Sleep Tight (1995)
- Two Bears and Joe (1995)
- Staying with Grandpa (1995)
- A Martian Comes to Stay (1995)
- Lost Dog (1996)
- One, Two, Three...Jump! (1998)
- The House in Norham Gardens (1974)
- «In Search of a Homeland; The Story of The Aeneid» (2001)

### Художня література для дорослих
- The Road to Lichfield (1977, номіновано на Букерівську премію)
- Nothing Missing but the Samovar, and other stories (1978, переможець премії Southern Arts Literature Prize)
- Treasures of Time (1979, переможець національної літературної премії Arts Council)
- Judgement Day (1980)
- Next to Nature, Art (1982)
- Perfect Happiness (1983)
- Corruption, and other stories (1984)
- According to Mark (1984, номіновано на Букерівську премію)
- Pack of Cards, Stories 1978—1986 (1986)
- Moon Tiger (1987, переможець Букерівської премії, а також номінант на нагороду Whitbread Award)
- Passing On (1989)
- City of the Mind (1991)
- Cleopatra's Sister (1993)
- Heat Wave (1996)
- Spiderweb (1998)
- The Photograph (2003)
- Making it up (2005)
- Consequences (2007)
- Family Album (2009)

### Документальні твори
- The Presence of the Past: An introduction to landscape history (1976)
- Oleander, Jacaranda: a Childhood Perceived (1994)
- A House Unlocked (2001)